# Gnaphalium pseudo-helichrysum
Gnaphalium pseudo-helichrysum là một loài thực vật có hoa trong họ Cúc. Loài này được Reiche mô tả khoa học đầu tiên năm 1903.